# Кизиченко, Всеволод Леонидович
Все́волод Леони́дович Кизиче́нко (13 июня 1926 — 2013) — советский дипломат. Чрезвычайный и полномочный посол.

## Биография
Участник Великой Отечественной войны.
- В 1957—1963 годах — сотрудник посольства СССР во Франции.
- В 1963—1970 годах — сотрудник центрального аппарата МИД СССР.
- В 1970—1973 годах — советник-посланник посольства СССР в Алжире.
- В 1973—1975 годах — советник-посланник посольства СССР во Франции.
- В 1975—1981 годах — сотрудник центрального аппарата МИД СССР.
- С 28 марта 1981 по 3 октября 1986 года — чрезвычайный и полномочный посол СССР в Тунисе[1].
- В 1986—1988 годах — руководитель Архива внешней политики России МИД СССР.

Умер в 2013 году.

## Награды
- Медаль «За боевые заслуги» (21 декабря 1943).
- Медаль «За отвагу» (15 апреля 1944).
- Медаль «За победу над Японией» (30 сентября 1945)[3].